# 林啟恩紀念中學
林啟恩紀念中學，簡稱林啟恩中學或啟恩中學，是陸豐市一所高中學校。也是廣東省一級學校及全國綠色學校。位於廣東省汕尾市陸豐市東海鎮，坐落於324國道旁。啟恩中學由印尼華僑林道有先生於1986年出全資興建，並以其父之名林啟恩作為學校名稱，並一直沿用至今。出資人林道友原先是學校的擁有者，隨後將學校轉交給陸豐市政府，成為陸豐市兩所公立重點高級中學之一。

## 校園概況
學校為全日制普通高級中學，是陸豐市屬兩所重點高中之一。有主教學樓一座，實驗室一座，圖書館。校內有男女生宿舍（兩座舊宿舍樓及2013年新建成宿舍樓）及教工宿舍，但並非全封閉學校。在校生3785人61個班。普通教職員工267人，教師來自全國各省(註:2009年資料)。學校占地面積88870平方米，其中95％的面積為綠化面積。
2001年，啟恩中學最後一屆初中畢業生畢業以後，學校宣佈不再招收初中生，將學校升格為高級中學。

## 辦學成果
建校以來，先後被廣東省授予文明單位，廣東省一級學校，全國綠色學校等。

## 逸聞趣事

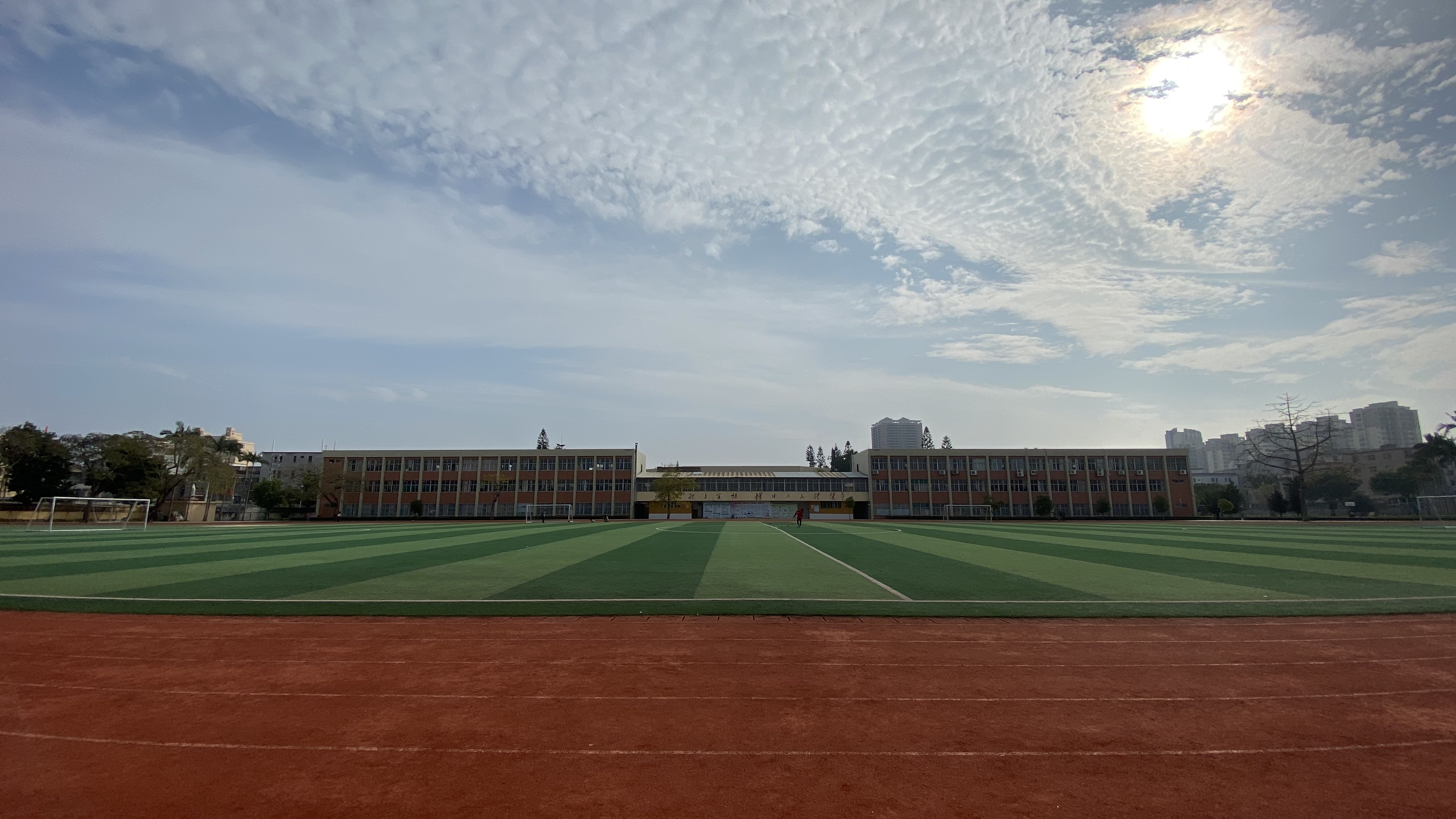
林启恩纪念中学后操场

啟恩中學主教學樓為雙層教學樓，鳥瞰時像一架即將起航的飛機，因此學生將主教學樓的入口處稱為飛機頭，而操場稱為飛機場。入口處首層為大廳，二樓為大禮堂，平時主辦各種晚會和活動。日常則主要作為羽毛球場。遇到考試季的時候，則變為考場，因此，同學們在考前一天要把自己的桌椅從教室搬到禮堂。
次教學樓因為與主教學樓分離，曾被學生戲稱為“臺灣島”。
由於學校處於低窪地，加上校內地下水道排水不暢，每年到雨季和颱風季節的時候，整個校園浸泡在雨水中，俗稱“淹大水”。

## 社團
學生團體學習之餘創立了許多社團。校內有街舞社，毽球社，音樂協會，綠之夢文學社，棋社（含桌遊部），魔方社，輪滑社，攝影社，跆拳道社，截拳道社，雙節棍社，B-box社，籃球社，乒乓球社，毽球社，釣魚社，模特團等。

## 學生會

大廳正中央的林啟恩紀念雕塑

| 主席團 | （整個學生會的領頭軍）                             |
| 宣傳部 | （負責校內活動宣傳壁報評比和大型海報製作）         |
| 學習部 | （負責舉行大型知識競賽）                           |
| 實踐部 | （主管內宿評比 下轄青年志願者協會）                |
| 生活部 | （主管校內食堂監督 文明班和綠化評比 下轄旗手隊伍） |
| 文娛部 | （負責籌備大型晚會）                               |
| 體育部 | （籌備校運會跟體育比賽）                           |
| 通訊部 | （負責校內廣播）                                   |
| 秘書處 | （下轄記者團 資訊小組 負責各個部門間的聯繫 ）      |

## 外部連結
- 校內鏈接
- 豆瓣小組 （页面存档备份，存于）